# Mallota posticata
Mallota posticata är en tvåvingeart som först beskrevs av Fabricius 1805.  Mallota posticata ingår i släktet hålblomflugor, och familjen blomflugor. Inga underarter finns listade i Catalogue of Life.